# Garaget (bibliotek)
Garaget är ett kommunalt bibliotek och en mötesplats i Sofielund i Malmö.
Garaget byggdes upp under 2007 i en tidigare industrilokal i kvarteret Facklan. Huset hade byggts 1908 för Maskinfabriks AB Thule och hade innan biblioteket etablerades använts som bussgarage. Verksamheten invigdes den 8 februari 2008.
Tanken var från början att man skulle erbjuda mer än bokutlåning och även anordna exempelvis läxläsning. Inspiration hade hämtats från kedjan Idea Store(en) i London Borough of Tower Hamlets.
Sommaren 2012 renoverades biblioteket och fick verkstad, scen och kafé.